# Arktika
Arktika (Αрктика) je druhý postavený sovětský atomový ledoborec, první z řady lodí třídy Arktika. Je to první hladinové plavidlo, které dosáhlo severního pólu. Stalo se tak 17. srpna 1977.
Ledoborec Arktika byl navržen na základě zkušeností s prvním jaderným ledoborcem Lenin z roku 1957.
Loď byla postavena v Leningradských loděnicích a do provozu byla předána v roce 1975. Provozována byla do roku 2000.
9. dubna 2007 vypukl na Arktice požár. Oheň způsobil menší poškození tří kabin a vyřadil panel rozvodu elektřiny. Jaderný reaktor poškozen nebyl. K žádným zraněním nedošlo. Ledoborec byl v době, kdy požár vypukl, v Karském moři a byl poslán do Murmansku.

## Výkony a rozměry
Loď vybavena dvěma jadernými reaktory o výkonu 171 MW, které vyvíjejí páru pro tři turbíny pohánějící lodní šrouby o celkovém výkonu 52 800 kW (75000 KS).
- Délka: 136 m
- Šířka: 28 m
- Ponor: 11 m
- Rychlost: 18 uzlů (33 km/h)
- Výtlak: 23 460 tun
- Posádka 147 mužů